# Widen
Widen (schweizertyska: Wiide) är en ort och kommun i distriktet Bremgarten i kantonen Aargau, Schweiz. Kommunen har 3 876 invånare (2023).